# Alsó-Zala vármegye
Alsó-Zala vármegye vagy Alsó-Zala megye közigazgatási egység volt a Magyarországi Tanácsköztársaság idején az ország délnyugati részében. Területe ma Magyarország és Horvátország része.

## Földrajz
A vármegyét északon Felső-Zala vármegye, keleten Somogy vármegye, délen Varasd vármegye és Belovár-Kőrös vármegye, nyugaton pedig Stájerország határolták.

## Történelem
Alsó-Zala vármegye létrehozása nagyrészt Zalaegerszeg és Nagykanizsa több évszázadra visszamenő vetélkedésének, pontosabban Nagykanizsa megyeszékhelyi ambícióinak volt a következménye 1919-ben a Magyarországi Tanácsköztársaság idején. Landler Jenő a Forradalmi Kormányzótanács belügyi népbiztosa – aki maga is Nagykanizsán végezte középiskolai tanulmányait – 1919. április 10-én kelt határozatával választotta ketté Zala vármegyét és hozta létre Alsó-Zala és Felső-Zala vármegyéket, előbbit Nagykanizsa, míg utóbbit Zalaegerszeg székhellyel. A tanácskormány bukását követően Alsó-Zala és Felső-Zala vármegyéket megszüntették és Zala vármegyét újraegyesítették.

## Lakosság
A vármegye összlakossága 1910-ben 295.142 személy volt, ebből:
- 60% magyar
- 31% horvát
- 7,5% vend
- 1% német

Zala vármegye kettéosztásával a megye lakosságának mintegy 63 százaléka Alsó-Zala vármegyéhez, míg 37 százaléka Felső-Zala vármegyéhez került. Ezzel a lépéssel Alsó-Zala vármegyében Zala vármegyéhez képest arányaiban csökkent a magyarok és nőtt a horvátok aránya az összlakosságon belül.

## Közigazgatás
1. Alsólendvai járás (Alsólendva)
2. Csáktornyai járás (Csáktornya)
3. Keszthelyi járás (Keszthely)
4. Letenyei járás (Letenye)
5. Nagykanizsai járás (Nagykanizsa)
6. Pacsai járás (Pacsa)
7. Perlaki járás (Perlak)[3]